# 中川清
中川 清（なかがわ きよし、1947年3月30日 - ）は、日本の社会学者。経済学博士・社会学博士。同志社大学名誉教授。専門分野は、社会政策・社会保障。

## 概要
1947年、愛媛県南宇和郡御荘町（現:愛南町）に生まれ、京都市で育った。井上五郎・中川登志子の長男。
1970年に慶應義塾大学法学部法律学科卒業、1978年同大学院経済学研究科博士課程満期退学。1985年「戦前日本の都市下層」で慶應義塾大学より経済学博士の学位を取得。中鉢正美に師事する。
1978年新潟大学商業短期大学部専任講師、1980年助教授、1984年日本女子大学文学部社会福祉学科助教授、1994年同志社大学経済学部助教授、98年慶應義塾大学経済学部教授、2004年同志社大学政策学部教授。2006年学部長、放送大学客員教授。

## 著書

### 単著
- 『日本の都市下層』（勁草書房、1985年）
- 『日本都市の生活変動』（勁草書房、2000年）
- 『現代の生活問題』（放送大学教育振興会、2007年）

### 共編著
- 『生活経済論』（松村祥子共編著、光生館、1993年）
- 『明治都市下層生活誌』編（岩波文庫、1994年）
- 『労働者生活調査資料集成 近代日本の労働者像一九二〇-一九三〇』全10巻（編）青史社 1994-1995
- 『福祉社会の歴史-伝統と変容-』（佐口和郎共編著、ミネルヴァ書房、2005年）
- 『講座現代の社会政策 第2巻　生活保障と支援の社会政策』埋橋孝文共編著　明石書店 2011

## 受賞歴
- 第9回労働関係図書優秀賞（日本労働研究機構）1986年
- 平成12年生活経済学会賞（生活経済学会）2001年
- 第7回社会政策学会学術賞（社会政策学会）2001年

## 社会活動
- 東京都品川労政協議会委員 1986年-1995年
- 厚生労働省社会・援護局生活需要研究会委員 1988年-
- （財団法人）社会福祉振興・試験センター社会福祉士試験委員 1990年-1998年
- 東京商工会議所国民福祉委員会専門委員 1993年-1995年
- 厚生労働省社会・援護局「社会生活に関する調査」検討会座長 2001年-2003年
- 社団法人生活福祉研究機構理事長 2006年-

## 親族
- 父 井上五郎（徳島大学医学部教授）[1]